# 和志光
和志光（1946年1月14日—），男，藏族，云南人，中华人民共和国军事人物、政治人物，中国人民解放军少将，曾任西藏自治区政协副主席。